# Aeropuerto Internacional JAGS McCartney
El Aeropuerto Internacional JAGS McCartney (en inglés: JAGS McCartney International Airport)  (IATA: GDT, ICAO: MBGT), también conocido como Grand Turk International Airport o Aeropuerto Internacional de Gran Turca es un aeropuerto ubicado a una milla al sur de Cockburn Town en la isla Gran Turca en las Islas Turcas y Caicos, un territorio de ultramar del Reino Unido en las Grandes Antillas. Es el segundo aeropuerto más grande de las Islas Turcas y Caicos, después del Aeropuerto Internacional de Providenciales. El aeropuerto lleva el nombre de James Alexander George Smith McCartney, el primer ministro jefe del Territorio (Chief Minister), que murió en un accidente aéreo en Nueva Jersey, Estados Unidos en 1980.